# 당진 안국사지 석탑
당진 안국사지 석탑(唐津 安國寺址 石塔)은 대한민국 충청남도 당진시 정미면 수당리, 안국사지에 있는 고려시대의 석탑이다. 1963년 1월 21일 대한민국의 보물 제101호로 지정되었다.
몸돌이 1층만 남아 있고 나머지는 없어져서 나머지 층은 지붕돌만 남아있고, 4층만 남아있다.
탑신부에 비해서 기단부가 소홀한 편이다. 지상에 2매의 장대석을 놓아 지대석을 삼았으며, 상면에 낮은 괴임이 표출되었을 뿐 그 위의 중석(中石)은 1매석을 얹었고 우주(隅柱)나 탱주(撑柱)도 없는 자연석에 가까운 석재이다. 소박한 느낌을 주며, 탑신에 불상을 조각한 점 등 가치가 높다.

## 개요
안국사터에 세워져 있는 탑이다. 안국사는 창건된 해가 분명하지 않고, 다만 절 안에서 발견된 유물들을 통해 고려시대에 창건되었을 것으로 보고 있다. 이후 조선시대에 폐사되었던 것을, 1929년 승려 임용준이 주지가 되어 다시 일으켜 세웠으나 곧 다시 폐사되어 현재는 터만 남아있다. 절터에는 이 탑 외에도 당진 안국사지 석조여래삼존입상(보물 제100호)이 보존되어 있다.
탑은 아래부분인 기단부(基壇部)가 다른 탑들에 비해 간단하고, 2층 이상의 탑몸돌이 없어진 채 지붕돌만 포개져 있어 다소 엉성해 보인다. 탑신(塔身)은 유일하게 1층 몸돌만이 남아있는데, 각 귀퉁이에 기둥을 본떠 새기고 한 면에는 문짝 모양을, 다른 3면에는 여래좌상(如來坐像)을 도드라지게 새겨 놓았다. 각 층의 지붕돌은 크고 무거워 보이며, 처마 밑으로 깊숙히 들어가 4단의 지붕돌 밑면받침을 밖으로 보이고 있다.
전체적으로 균형감을 잃고 있고 조각도 형식적이며, 1층 몸돌이 작아서 마치 기단과 지붕돌 사이에 끼워져 있는 듯 하여 우수한 작품이라고는 할 수 없지만 고려 중기 석탑의 특징을 알 수 있는 중요한 탑이다.

## 사진

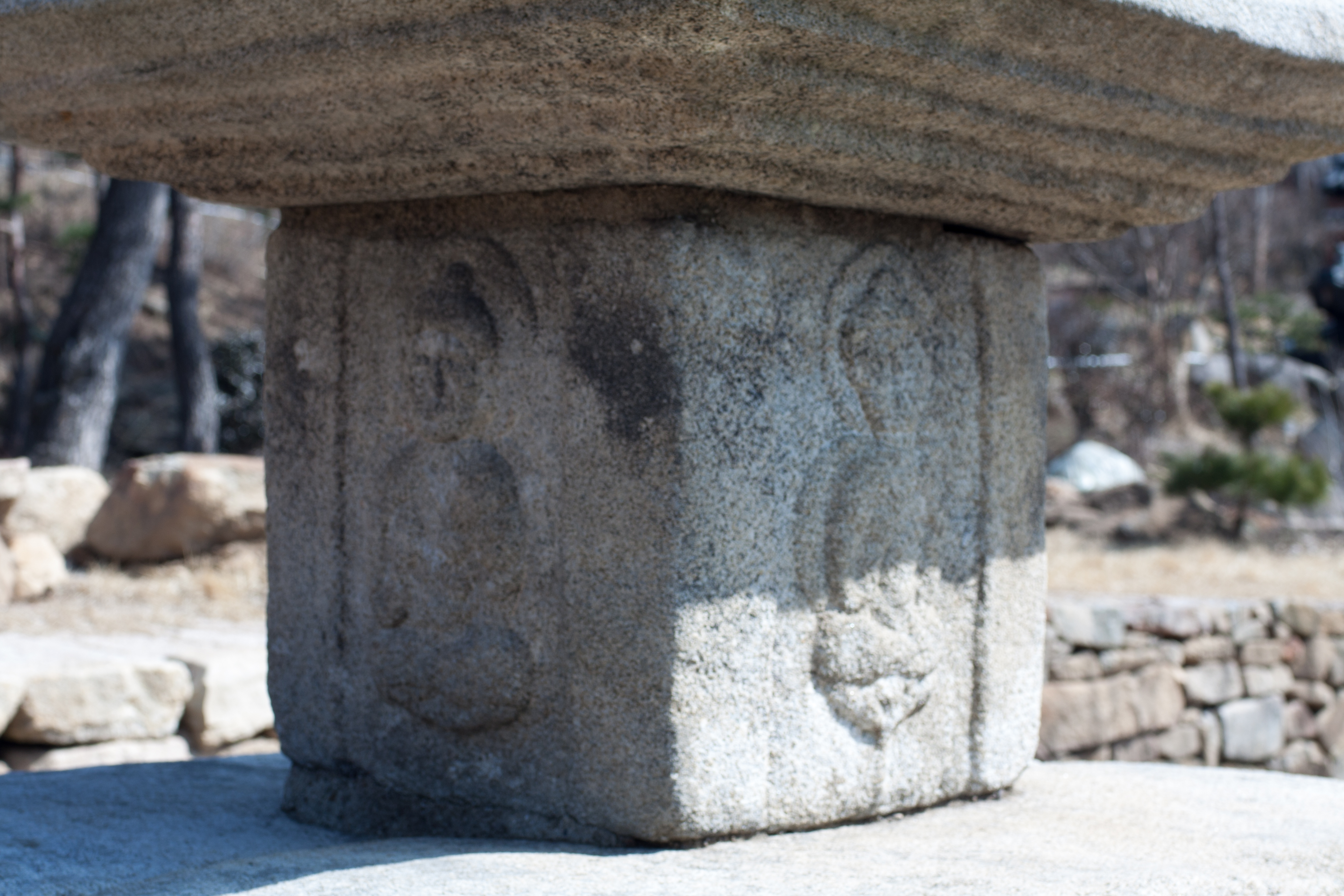
탑 몸돌에 새겨진 불상
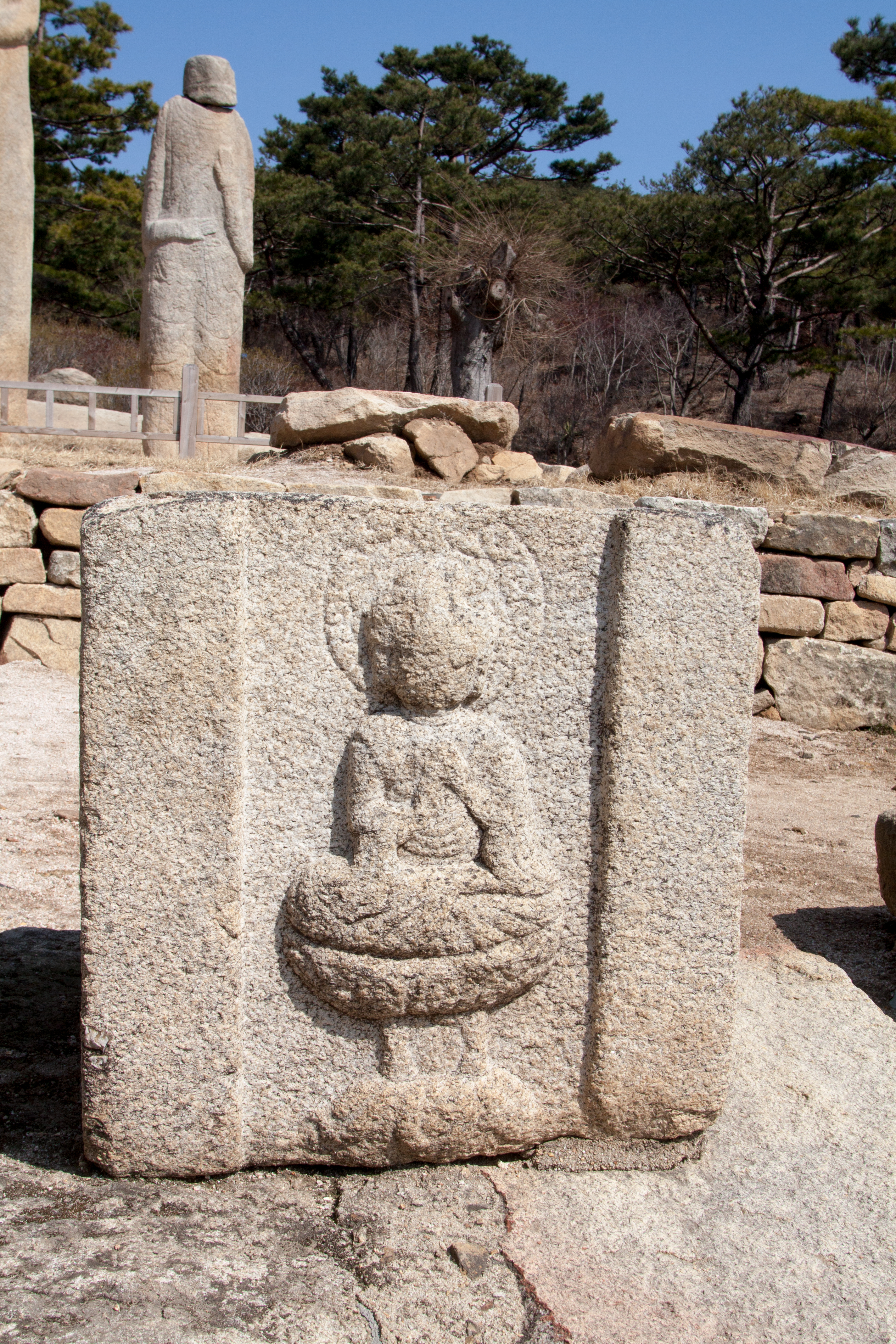
탑 앞에 따로 있는 몸돌
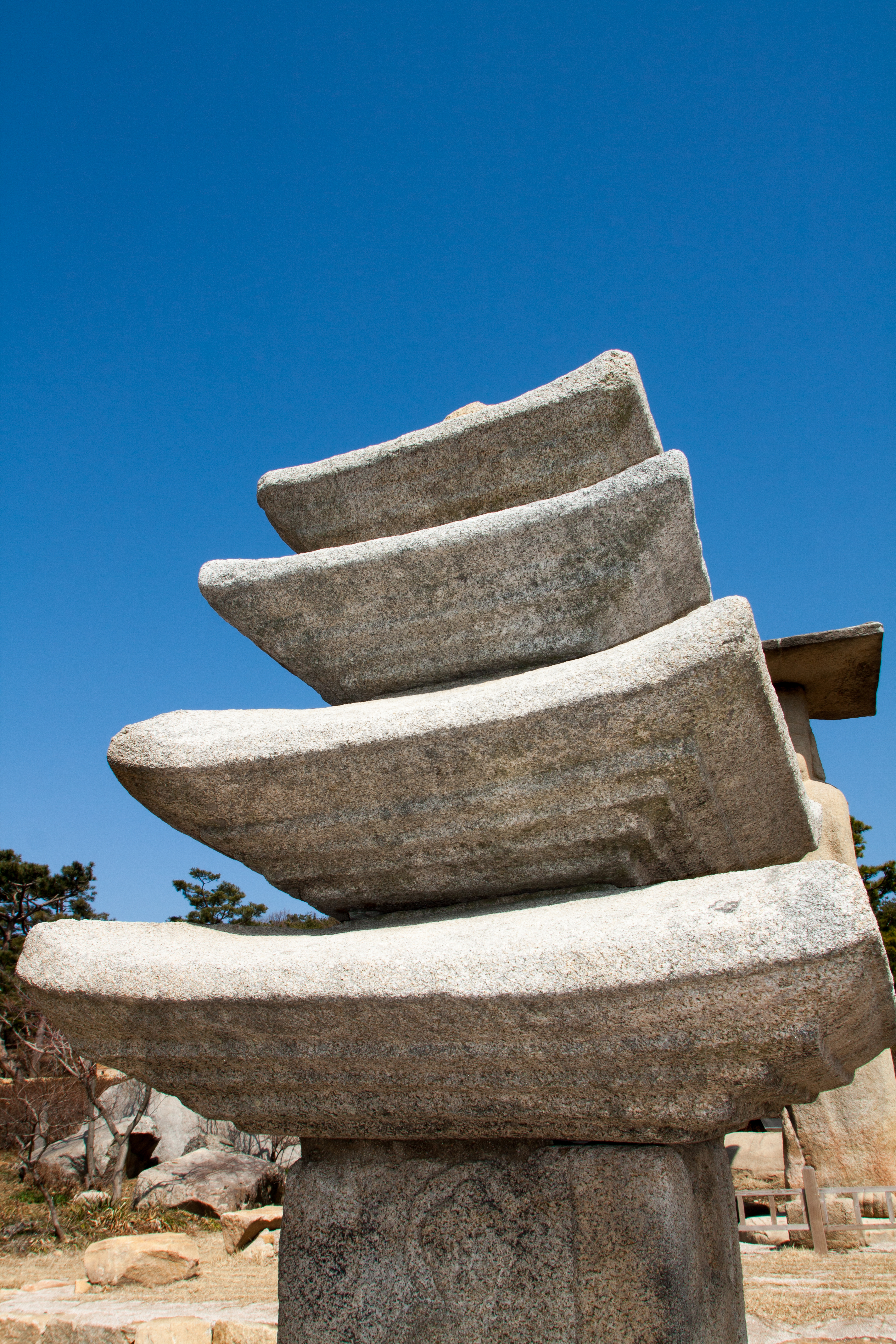
옥개석

## 같이 보기
- 당진 안국사지
- 당진 안국사지 석조여래삼존입상 - 보물 제100호
- 당진 안국사지 매향암각 - 충청남도 기념물 제163호

## 참고 자료
- 당진 안국사지 석탑 - 국가유산청 국가유산포털